# Costureiro

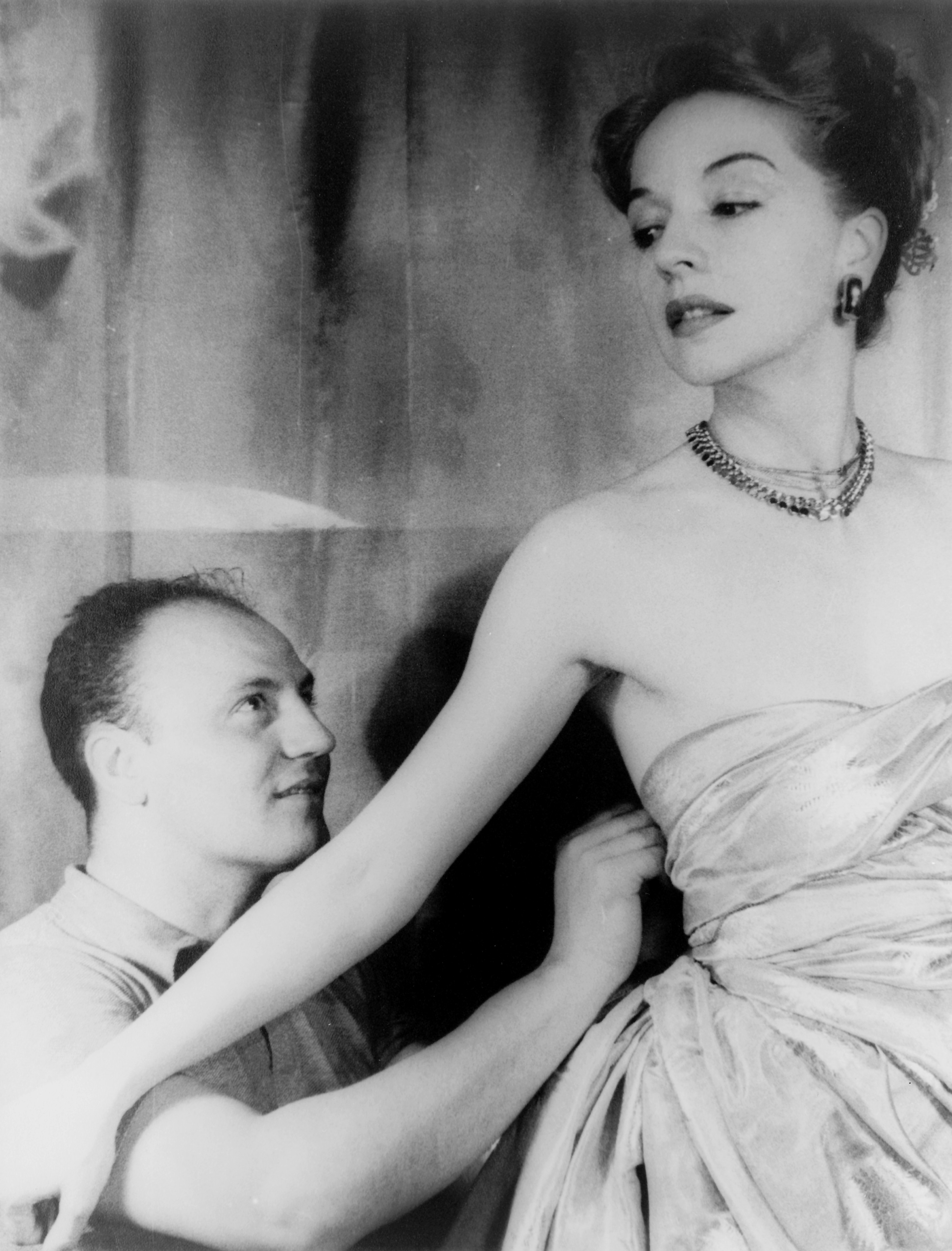
Pierre Balmain e a atriz Ruth Ford, fotografados por Carl van Vechten, 1947

Costureiro é o profissional que faz roupas personalizadas para mulheres, como vestidos e blusas, ou consertam roupas em geral. Os costureiros eram historicamente conhecidos como fabricantes de mantua, e também são conhecidos como modistas.

## Costureiros notáveis
- Cristóbal Balenciaga
- Pierre Balmain
- Coco Chanel
- Christian Dior
- David Emanuel
- Norman Hartnell, costureiro real
- Elizabeth Keckley, modista e confidente de Mary Todd Lincoln
- Jean Muir, designer de moda
- Madame Palmyre, uma estilista e costureira favorita da imperatriz da França
- Anna e Laura Tirocchi, Providence, Rhode Island
- Isabel Toledo
- Madeleine Vionnet
- Janet Walker, costureira e inventora de bustos de confecção de vestidos
- Charles Frederick Worth